# 24 أبريل
- السبت
- الأحد
- الاثنين
- الثلاثاء
- الأربعاء
- الخميس
- الجمعة

- 2929 رمضان 1446  هـ
- 301 شوال 1446  هـ
- 312 شوال 1446  هـ
- 13 شوال 1446  هـ
- 24 شوال 1446  هـ
- 35 شوال 1446  هـ
- 46 شوال 1446  هـ
- 57 شوال 1446  هـ
- 68 شوال 1446  هـ
- 79 شوال 1446  هـ
- 810 شوال 1446  هـ
- 911 شوال 1446  هـ
- 1012 شوال 1446  هـ
- 1113 شوال 1446  هـ
- 1214 شوال 1446  هـ
- 1315 شوال 1446  هـ
- 1416 شوال 1446  هـ
- 1517 شوال 1446  هـ
- 1618 شوال 1446  هـ
- 1719 شوال 1446  هـ
- 1820 شوال 1446  هـ
- 1921 شوال 1446  هـ
- 2022 شوال 1446  هـ
- 2123 شوال 1446  هـ
- 2224 شوال 1446  هـ
- 2325 شوال 1446  هـ
- 2426 شوال 1446  هـ
- 2527 شوال 1446  هـ
- 2628 شوال 1446  هـ
- 2729 شوال 1446  هـ
- 2830 شوال 1446  هـ
- 291 ذو القعدة 1446  هـ
- 302 ذو القعدة 1446  هـ
- 13 ذو القعدة 1446  هـ
- 24 ذو القعدة 1446  هـ

24 أبريل أو 24 نيسان أو يوم 24 \ 4 (اليوم الرابع والعشرون من الشهر الرابع) هو اليوم الرابع عشر بعد المئة (114) من السنوات البسيطة، أو اليوم الخامس عشر بعد المئة (115) من السنوات الكبيسة وفقًا للتقويم الميلادي الغربي (الغريغوري). يبقى بعده 251 يوما لانتهاء السنة.

## أحداث
- 934 - مبايعة أبو العباس محمد الراضي بالله بالخلافة في الدولة العباسية وذلك بعد خلع الخليفة أبو منصور محمد القاهر بالله.
- 1830 - الدولة العثمانية تعترف باليونان دولةً مستقلةً وذلك بعد الضغوط الكبيرة التي مارستها الدول الأوربية الكبرى عليها لتأسيس ملكية مستقلة في اليونان تكون عاصمتها أثينا.
- 1859 - بدء أعمال الحفر في قناة السويس والتي تربط بين البحر المتوسط والبحر الأحمر.
- 1877 - الإمبراطورية الروسية تعلن الحرب على الدولة العثمانية وذلك بعد رفض الباب العالي التدخل في شئون الدولة الداخلية بحجة حماية الأقليات المسيحية.
- 1898 - إسبانيا تعلن الحرب ضد الولايات المتحدة فيما يعرف بالحرب الأمريكية الإسبانية.
- 1908 - إصدار «صحيفة القطر المصري» على يد أحمد حلمي.
- 1915 -
  - استخدام غاز الخردل لأول مرة في تاريخ الحروب وذلك على جبهات القتال قرب مدينة يبر في بلجيكا وذلك في الحرب العالمية الأولى.
  - العثمانيون يقومون باعتقال أكثر من 250 من زعماء الأرمن في إسطنبول، بتهمة التخابر مع الروس والبريطانيين مبتدئين بما عرف لاحقًا باسم مذابح الأرمن ومذابح سيفو بحق السريان الآشوريين الكلدان.
- 1916 - الأيرلنديون ينتفضون ضد الحكم البريطاني أثناء الحرب العالمية الأولى، إلا أن الجيش البريطاني استطاع إخمادها بعد أسبوع وراح ضحيتها 460 شخص.
- 1950 - الأردن يقوم بضم الضفة الغربية إلى إدارته.
- 1951 - حادث حريق قطار في محطة ساكوراغيتشو يودي بحياة 106 أشخاص.
- 1970
  - إطلاق دونج فانج هونج 1، أول قمر اصطناعي صيني على متن قاذف طراز لونج مارش 1.
  - أصبحت دولة غامبيا جمهورية وتولى داودا جاوارا منصب أول رئيس لها.
- 1980 - الولايات المتحدة تقوم بمحاولة لإنقاذ الرهائن المحتجزين في السفارة الأمريكية في طهران، وقد فشلت تلك المحاولة وسقط 8 من الجنود الأمريكيين خلالها.
- 1984 - المغرب يقطع علاقاته الدبلوماسية مع كوستاريكا والسلفادور وذلك لقيامهما بنقل سفارتيهما من تل أبيب إلى القدس المحتلة.
- 1990 - إطلاق التلسكوب الفضائي هابل.
- 1991 -
  - نشر مراقبين دولين على الحدود بين الكويت والعراق.
  - إثيوبيا تكمل انسحابها من إرتريا وذلك بعد اعترافها بحق الإرتيريين في تقرير المصير.
- 1995 - تشكيل الجبهة التركمانية العراقية في أربيل بعد اجتماع الأحزاب التركمانية.
- 2003 - نائب رئيس الوزراء العراقي الأسبق طارق عزيز يستسلم للقوات العراقية وذلك بعد سقوط حكم حزب البعث.
- 2013 -
  - انهيار مبنى تجاري في بلدة قرب العاصمة دكا في بنغلاديش يؤدي إلى مقتل 1129 شخص وجرح حوالي 2500 شخص.
  - انهيار مئذنة جامع حلب الكبير بسبب تعرضها لقصف مدفعي خلال اشتباك بالأسلحة الثقيلة بين قوات الجيش السوري والمعارضة خلال أحداث معركة حلب وضرر كبير يلحق بالمسجد نفسه.
- 2017 - تأهل كل من المرشحين إيمانويل ماكرون ومارين لوبان إلى الدورة الثانية من الانتخابات الرئاسية الفرنسية 2017 بعد تصدرهما نتائج الدورة الأولى.
- 2021 -
  - الرئيس الأمريكي جو بايدن يعترف بأن مذابح الأرمن التي وقعت في أوائل القرن العشرين كانت إبادة جماعية.
  - إعلان غرق الغواصة كي آر آي نانجالا 402 التابعة للبحرية الإندونيسية في شمال بالي، وعلى متنها 53 بحارًا.
  - وفاة 82 شخصًا وإصابة 110 شخصاً في حريق مستشفى ابن الخطيب في العاصمة العراقية بغداد.
- 2022 - الرئيس الفرنسي إيمانويل ماكرون يفوز بولاية رئاسية جديدة لمدة خمس سنوات بعد الجولة الثانية من الانتخابات على حساب مارين لوبان.
- 2023 - وفاة أكثر من 89 شخصًا واعتبار أكثر من 200 في عداد المفقودين، بعد اكتشاف قيام مجموعة دينية بطقوس امتناع جماعي عن الطعام، في ماليندي، كينيا.

## مواليد
- 1845 - كارل شبيتلر، أديب سويسري حاصل على جائزة نوبل في الأدب عام 1919.
- 1856 - فيليب بيتان، رئيس الدولة الفرنسية أثناء الحرب العالمية الثانية.
- 1897 - نايف تلحوق، شاعر زجال لبناني.
- 1908 - جوزيف غوسلاوسكي، نحات بولندي.
- 1934 - شيرلي ماكلين، ممثلة أمريكية.
- 1936 - جيل آيرلاند، ممثلة إنجليزية.
- 1941 - ريتشارد هولبروك، دبلوماسي أمريكي.
- 1942 - باربرا سترايساند، مغنية وممثلة أمريكية.
- 1943 - غوردون وست، لاعب كرة قدم إنجليزي.
- 1947 - روجر كورنبيرغ، عالم كيمياء حيوية أمريكي حاصل على جائزة نوبل في الكيمياء عام 2006.
- 1953 -
  - عبادي الجوهر، مغني سعودي.
  - فيفي عبده، ممثلة وراقصة شرقية مصرية.
- 1961 - وائل نور، ممثل مصري.
- 1966 - ألساندرو كوستاكورتا، لاعب ومدرب كرة قدم إيطالي.
- 1968 -
  - بدرية طلبة، ممثلة مصرية.
  - هاشم ثاتشي، رئيس وزراء كوسوفو.
- 1974 -
  - إلين خلف، مغنية لبنانية.
  - رايموند كالا، لاعب كرة قدم كاميروني.
- 1975 - في الشرقاوي، ممثلة ومذيعة وشاعرة بحرينية.
- 1976 - ستيف فينان، لاعب كرة قدم أيرلندي.
- 1979 - عبد السلام الدباجي، منافس ألعاب قوى متقاعد فلسطيني.
- 1981 - تايلور دينت، لاعب كرة مضرب أمريكي.
- 1982 - كيلي كلاركسون، ممثلة ومغنية أمريكية.
- 1983 - مي عبد الله، ممثلة مصرية تعمل في الكويت.
- 1987 -
  - سيردار تاشي، لاعب كرة قدم ألماني.
  - فارون دهاوان، ممثل هندي.
- 1992 -
  - مارك كولين، لاعب كرة قدم إنجليزي.
  - جو كيري، ممثل أمريكي

## وفيات
- 1596 - عبد العزيز الزمزمي، فقيه وكاتب وشاعر حجازي.
- 1731 - دانييل ديفو، كاتب إنجليزي.
- 1891 - هيلموت فون مولتكه، عسكري ألماني.
- 1960 - ماكس فون لاوه، عالم فيزياء ألماني حاصل على جائزة نوبل في الفيزياء عام 1914.
- 1964 - غرهارت دوماك، طبيب ألماني حاصل على جائزة نوبل في الطب عام 1939.
- 1986 - واليس سمبسون، دوقة وندسور وزوجة الملك إدوارد الثامن ملك المملكة المتحدة الأسبق.
- 2004 - محمود مرسي، ممثل مصري.
- 2005 - عيزر فايتسمان، رئيس إسرائيل.
- 2006 - برايان لابون، لاعب كرة قدم إنجليزي.
- 2011 - ساتيا ساي بابا، زعيم ديني هندي.
- 2015 - رستم غزالة، رئيس الاستخبارات العسكرية السورية في لبنان.
- 2019 - عباسي مدني، سياسي جزائري ومؤسس الجبهة الإسلامية للإنقاذ الجزائرية.
- 2020 - ناصرة السعدون، روائية ومترجمة عراقية.

## أعياد ومناسبات
- يوم تذكار المذبحة وهو يوم تذكار ضحايا الإبادة الجماعية للأرمن؛ وهي مناسبة رسمية في أرمينيا وفرنسا.
- يوم تذكار مذابح سيفو.
- اليوم العالمي لحيوانات المعامل.
- عيد الجمهورية في غامبيا.

## وصلات خارجية
- وكالة الأنباء القطريَّة: حدث في مثل هذا اليوم.
- النيويورك تايمز: حدث في مثل هذا اليوم.
- BBC: حدث في مثل هذا اليوم.